# Allgemeiner Österreichischer Frauenverein

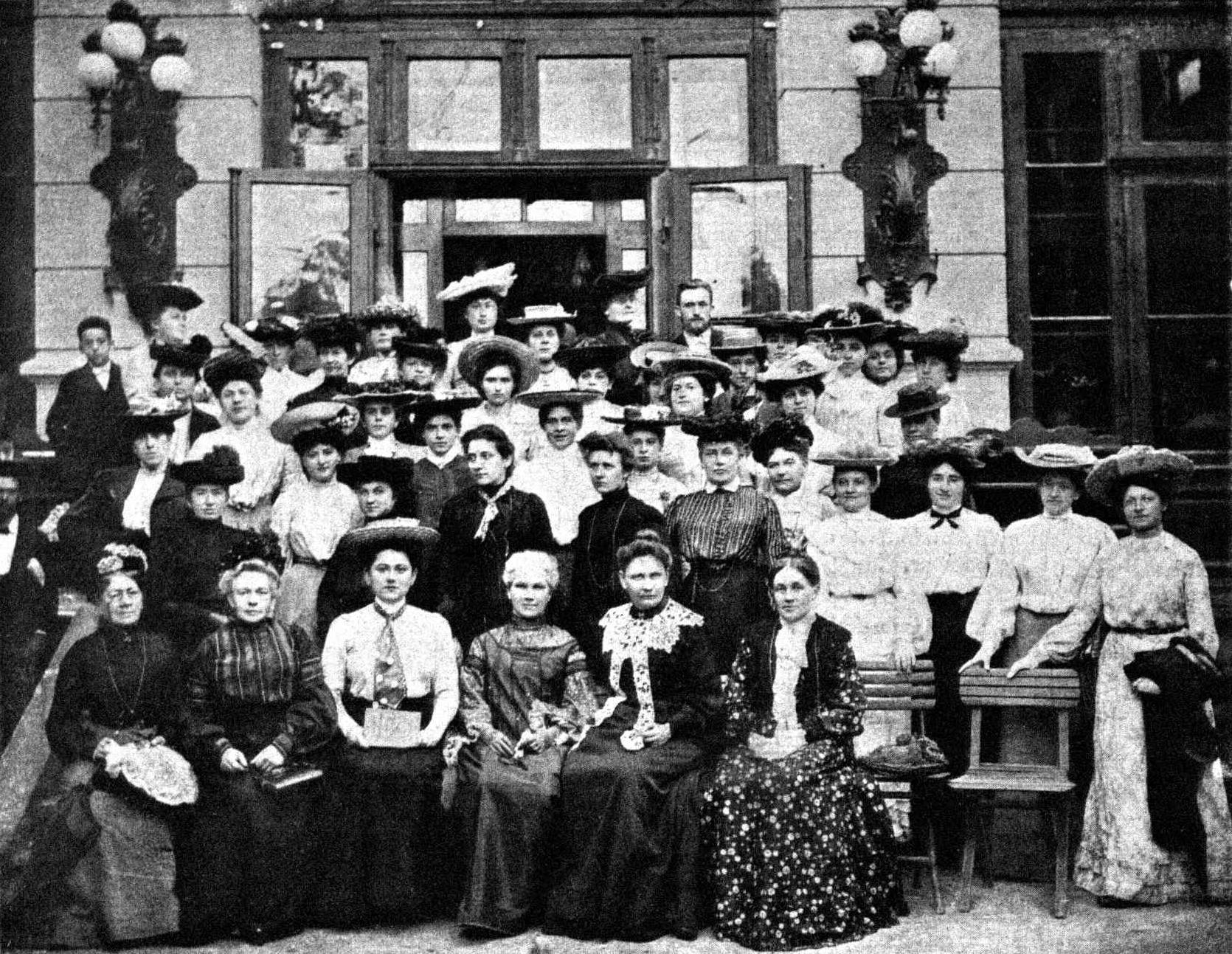
Versammlung des Allgemeinen Österreichischen Frauenvereins 1904 in Wien

Der Allgemeine Österreichische Frauenverein (AÖFV) bestand von 1893 bis 1919 und vertrat eine eigene politische Richtung innerhalb der Frauenbewegung. Auguste Fickert war bis zu ihrem Tod 1910 eine zentrale Person im AÖFV. Die Mitgliederzahlen bewegten sich zwischen 200 und 300 Frauen. Männer konnten unterstützende Mitglieder werden, wobei das Mitspracherecht im Verein den Frauen vorbehalten war.

## Geschichte
Die Gründung des AÖFV ging aus einer Protestkundgebung hervor. Diese wurde von einigen Lehrerinnen der damaligen Vororte von Wien organisiert, als man den steuerzahlenden, selbständigen Frauen in Niederösterreich im Jahr 1889 auch das Gemeindewahlrecht entziehen wollte, nachdem ihnen im Jahr davor schon das Wahlrecht in den Landtag genommen worden war.
Der Verein wurde am 28. Jänner 1893 im Sitzungssaal des Alten Rathauses in Wien gegründet. Vorsitzende der Gründungsversammlung war Ottilie Turnau; in den Vorstand wurden Auguste Fickert, Anna Frisch, Marie Mussil, Amelie Straß, Ottilie Turnau, Marie Völkl und Flora Weinwurm gewählt. Die Präsidentinnenstelle blieb, wie in anderen Vereinen auch, vorerst unbesetzt. Erst 1897 wurde Auguste Fickert zur Präsidentin gewählt.
Für die erste monatliche Publikation „(Das) Recht der Frau“ stellte der demokratische Abgeordnete Ferdinand Kronawetter seine Parteizeitung „Volksstimme“ zwischen 1893 und 1897 zur Verfügung. 1899 gründete der Frauenverein seine eigene Zeitschrift „Dokumente der Frauen“, die von Auguste Fickert, Marie Lang und Rosa Mayreder herausgegeben wurde und in der regelmäßig Diskussionsbeiträge und Artikel zu Fragen der Politik, des Rechts, der Medizin, der Psychoanalyse etc. veröffentlicht wurden. Auch Männer durften in der Zeitschrift schreiben. Nach Streitigkeiten zwischen Fickert und Mayreder auf der einen und Marie Lang auf der anderen Seite wurden die „Dokumente der Frauen“ eingestellt. Von 1902 bis 1918 folgte das „Neue Frauenleben“ als Vereinszeitschrift.
1902 schlossen sich die bürgerlichen Frauenvereine zum Bund Österreichischer Frauenvereine (BÖFV) zusammen und auch der AÖFV wurde Mitglied. Doch schon bei der Gründung zeigten sich Unstimmigkeiten, da der BÖFV aus der Sicht des AÖFV zu unpolitisch war. 1906 kam es zum Austritt des AÖFV aus dem Bund, wodurch 24 Mitglieder den Verein verließen.
Nach dem Tod von Auguste Fickert im Jahr 1910 blieb die Präsidentinnenstelle vorerst unbesetzt. Sofie Regen und Mathilde Hanzel wurden Vizepräsidentinnen. Der Kampf um das Frauenwahlrecht wurde durch den Ersten Weltkrieg unterbrochen, und erst mit der Wiederaufnahme der Tätigkeit des Österreichischen Parlaments im Mai 1917 wurden wieder Versammlungen abgehalten und gemeinsame Anträge für das Frauenwahlrecht eingebracht.
1919 löste sich der Verein auf.

## Ziele und Aufgaben
Wichtigste Ziele waren die Erringung des Wahlrechts und die damit verbundene staatsbürgerliche Gleichstellung, die Zulassung zu allen Bildungsstätten und die Schaffung gleichberechtigter Berufsmöglichkeiten für Frauen. Dabei wollten sich die Frauen keiner Partei anschließen, da sie nur in autonomer Arbeit eine Möglichkeit sahen, Frauenrechte durchzusetzen. Trotzdem wurde zeitweise mit den Sozialdemokratinnen zusammengearbeitet. Zum bürgerlich-christlichen Lager der Frauenbewegung gab es jedoch eine starke Abgrenzung. Mit der ersten monatlichen Publikation „(Das) Recht der Frau“ erschien schon zu Beginn ein erstes Presseerzeugnis des Vereins. Ihm folgten später die eigenen Zeitschriften „Dokumente der Frauen“ und „Neue Frauenleben“.